# 施氏大宗祠 (江门)
施氏大宗祠，位于中国广东省江门市蓬江区里村。2000年，该建筑列入江门市第三批市级文物保护单位。
施氏大宗祠建于清乾隆年间，为施氏宗亲的祖祠。